# 赫羅林
50°9′38″N 27°15′8″E / 50.16056°N 27.25222°E
赫羅林（羅馬化：Khrolyn）是烏克蘭的村落，位於該國西部赫梅利尼茨基州，由舍佩蒂夫卡區負責管轄，處於茨維托哈河畔，始建於1493年，面積1.38平方公里，海拔高度263米。